# Sikosaari (ö i Norra Savolax, Norra Savolax, lat 63,60, long 27,88)
Sikosaari är en ö i Finland. Den ligger i sjön Luomanen och i kommunen Sonkajärvi i den ekonomiska regionen  Övre Savolax ekonomiska region  och landskapet Norra Savolax, i den centrala delen av landet, 400 km norr om huvudstaden Helsingfors. Öns area är 0,3 hektar och dess största längd är 100 meter i sydöst-nordvästlig riktning.